# Calendula
- Commons
- Wikispecies

Calendula é um género de plantas pertencentes à família Asteraceae, vulgarmente chamadas calêndulas ou  maravilhas. Calêndula é nativa da África central e foi trazida e disseminada ao Brasil nos meados do século XVIII.

## Características básicas
Pertencente à mesma família das margaridas - Asteraceae - a calêndula (Calendula officinalis) é originária da Europa meridional e se relaciona intimamente com o sol. Curiosamente, essa flor abre suas pétalas assim que o sol nasce e as fecha na hora em que ele se vai. Aliás, seu nome é derivado de uma palavra latina - calendae - que significa "primeiro dia de cada mês", de onde se derivou também a palavra calendário (que, sabe-se, é baseado no ciclo solar).[carece de fontes?]
No Brasil, a calêndula adaptou-se facilmente, especialmente nas regiões Sul e Sudeste. Hoje, ela é cultivada tanto para fins ornamentais como para a fabricação de medicamentos e cosméticos. A flor, de coloração amarelo-alaranjada, caracteriza-se pelo inegável perfume e as folhas são macias e aveludadas. Planta anual, a calêndula pode atingir até 50 cm de altura e apresenta caules ramificados em duas hastes. As folhas inferiores são espatuladas e as caulinares são lanceoladas e alternadas.
Atualmente, as flores cultivadas sem agrotóxicos ou aditivos químicos são comercializadas para consumo em saladas ou acompanhando outros pratos.

## Uso medicinal
Muito utilizada na industria farmacêutica.
Conta-se que na guerra civil americana, os médicos que atuavam nos campos de batalha utilizavam as flores e as folhas da calêndula para tratar os ferimentos dos soldados. Anos mais tarde, a ciência comprovou os efeitos que aqueles médicos conheceram na prática. No Brasil o seu uso fitoterápico é aprovado pelo Ministério da Saúde.
A partir da calêndula, a medicina homeopática produz remédios que são usados oralmente, inclusive em períodos pós-operatórios, justamente pelos poderes já citados. Na medicina popular, a planta é muito utilizada para tratar problemas uterinos e cólicas menstruais, estimular a atividade hepática e atenuar espasmos gástricos.
É claro que devem ser evitados exageros ou abusos na aplicação de plantas em tratamentos. No caso da calêndula, é importante esclarecer que, em excesso, a planta pode provocar depressão, nervosismo, falta de apetite, náuseas e até vômitos.

## Uso cosmético
Diversos princípios ativos da planta são responsáveis pelos eficientes efeitos no tratamento de pele e cabelos. A calendulina, por exemplo, um pigmento que dá a cor alaranjada às pétalas, presente em boas doses nas flores, são responsáveis pelos poderes regeneradores e cicatrizantes. 

## Cultivo
Para cultivar calêndulas, você vai precisar de um elemento básico: luz do sol. A planta precisa de no mínimo 4 horas diárias de sol direto. A mistura de solo indicada para o plantio deve ser rica em matéria orgânica: 1 parte de terra comum de jardim, 1 parte de terra vegetal e 2 partes de composto orgânico. O ideal é adquirir as mudas já prontas, pois no plantio por meio de sementes o resultado é mais demorado. Lembre-se de regar a planta sempre que a terra apresentar-se seca - como a calêndula gosta de solo sempre úmido, é recomendável regar dia sim dia não e, nos meses mais quentes, todos os dias.[carece de fontes?]

## Modo de uso da calêndula
A calêndula é uma ótima forma combater a pele ressecada e hemorroida.  Essa planta medicinal pode ser utilizada nas saladas, em forma de chá e como remédio.
- Infusão: 2 colheres de sopa das flores da calêndula em 1 xícara de chá de água fervente e deixar descansar por 5 minutos. Tomar 1/2 xícara de manhã e meia xícara à noite.
- Cataplasma: Socar folhas e flores da calêndula num pano limpo (gaze) e pôr em cima da ferida, ou acne e deixar atuar durante 30 minutos.

## Espécies selecionadas
- Calendula arvensis
- Calendula bicolor
- Calendula eckerleinii
- Calendula lanzae
- Calendula maderensis
- Calendula maritima
- Calendula maroccana
- Calendula meuselii
- Calendula officinalis
- Calendula stellata
- Calendula suffruticosa
- Calendula tripterocarpa

## Classificação do gênero
| Sistema | Classificação                                 | Referência               |
| ------- | --------------------------------------------- | ------------------------ |
| Linné   | Classe Syngenesia, ordem Polygamia necessaria | Species plantarum (1753) |